# Hirrius scrobiculatus
Hirrius scrobiculatus är en insektsart som beskrevs av Günther, K. 1937. Hirrius scrobiculatus ingår i släktet Hirrius och familjen torngräshoppor. Inga underarter finns listade i Catalogue of Life.